# Florence 'Johnny' Frisbie
Florence ‘Johnny’ Frisbie (19 juni 1932) is een Polynesische schrijfster. Ze is een van de eerste vrouwen van de Cookeilanden die boeken publiceerde. Haar twee autobiografieën behoren bovendien tot de eerste literaire werken door een inheemse van dit archipel.

## Levensloop
Johnny Frisbie is geboren op Papeete, Tahiti als tweede kind van de Polynesische Ngatokorua à Mataa en de Amerikaanse schrijver Robert Dean Frisbie. In 1934 verhuisde ze met haar ouders en broertje naar Pukapuka. Haar moeder overleed jong aan tuberculose toen Johnny zeven jaar oud was. Niet lang daarna besloot Robert Dean met zijn gezin het eiland te verlaten en rond te gaan reizen. In die tijd heeft het gezin onder andere op Manihiki en Rarotonga gewoond. Op 11 januari 1942 kwamen de Frisbies aan op Suwarrow. Datzelfde jaar zijn 16 van de 22 eilanden waar het atol uit bestond onder water verdwenen door een orkaan. Destijds zaten de vader en kinderen op Anchorage Island waar ze hebben kunnen overleven door zich vast te binden aan de takken van tamanu-bomen (Calophyllum inophyllum) en te schuilen in het boomhuis dat Robert Dean had gebouwd. In 1948 overleed Robert Dean Frisbie aan tetanus, waarna het gezin werd opgesplitst en Johnny in 1950 bij een Amerikaans gezin in Hawaii ging wonen. Haar eerste boek Miss Ulysses from Puka-Puka werd vlak voor haar vaders dood in 1948 gepubliceerd. In 1956 trouwde ze met Carl ‘Kini Popo’ Hebenstreit, van wie ze later is gescheiden. Ze hebben samen vier kinderen. Johnny heeft zich bekeerd tot het Bahá’í-geloof

## Carrière
Johnny Frisbie begon op 12-jarige leeftijd haar leven op Pukapuka te documenteren. Ze schreef haar verhalen op in de talen Pukapuka, Rarotonga en Zuidzee-Engels. Haar vader hielp haar met het schrijfproces en met het vertalen van de Polynesische talen naar het Engels. Ze was 15 jaar oud toen ze haar eerste autobiografie Miss Ulysses from Puka-Puka in 1948 publiceerde (In het Nederlands vertaald als Puka-Puka). In haar autobiografie beschrijft ze de avonturen op verscheidene Cookeilanden, die ze met haar vader, broertje en zusjes ondernam. Ze schreef ook over de orkaan op Suwarrow die het gezin ternauwernood heeft overleefd. Na de dood van haar vader in 1948 schreef Johnny opnieuw een biografie over haar familie The Frisbies of the South Seas (1959). Dit boek is echter nooit in het Nederlands vertaald.
In 1950 verhuisde Johnny naar Hawaï waar ze ging studeren aan de Punahou School in Honolulu. Nadat ze was afgestudeerd, bood James A. Michener haar een tweejarig contract aan in Tokio als secretaris in het leger. Later toen Johnny naar Nieuw-Zeeland verhuisde, heeft ze 30 jaar aan de Universiteit van Otago gewerkt, waar ze onder andere kinderboeken schreef en de Cookeilandbewoners vertegenwoordigde.

## Familie
Johnny Frisbie is het tweede kind van de Polynesische Ngatokorua à Mataa en de Amerikaanse schrijver Robert Dean Frisbie. Haar oudere broer Charles werd na de geboorte ter adoptie afgestaan aan een oudtante op Rarotonga. Johnny heeft nog een jongere broer William ‘Jakey’ Frisbie en twee zusjes Elaine en Nga. Nga, wier volledige naam Ngatokoruaimatauaea Frisbie Dawson is, was van 1957 tot 1962 getrouwd met Adam West.
Johnny had een bijzondere band met haar vader, die zelf al naamsbekendheid had verworven met zijn boeken en artikelen over het leven op de Cookeilanden. Hij stimuleerde Johnny om te schrijven over haar familie en het archipel waar het gezin leefde en rondreisde. Vlak voordat moeder Ngatokorua overleed, sprak ze de wens uit dat haar man hun kinderen bij zich zou houden en ze zou grootbrengen als ‘blanke kinderen’ in plaats van de kinderen onder te brengen bij vrouwelijke familieleden, wat gebruikelijk was op Pukapuka. Robert Dean, die al een zwakke gezondheid had en overmatig alcohol begon te drinken na de dood van zijn vrouw, hield zich wel aan zijn belofte en hield het gezin bij elkaar tot zijn eigen dood negen jaar later. In die periode fungeerde Johnny als een moederfiguur voor haar broertje en zusjes en zo nu en dan haar vader.

## Interview met Boudewijn Büch
Het tv-programma De wereld van Boudewijn Büch heeft in een aflevering uit 1993 over Nieuw-Zeeland een uitgebreid item over Johnny uitgezonden. Ze woont op dat moment al zo’n 30 jaar in Dunedin, Nieuw-Zeeland. Dat vond ze naar eigen zeggen een geschikte plek om haar kinderen op te voeden. 
Verder vertelt ze in het interview dat ze haar eerste boek Miss Ulysses from Puka-Puka beter vindt dan haar tweede boek The Frisbies of the South Seas, omdat ze destijds haar vader bij zich had die haar de nodige literaire vaardigheden bijbracht.

### Engelstalig
- Miss Ulysses from Puka-puka: The Autobiography of a South Sea Trader’s Daughter (1948)
- The Frisbies of the South seas (1959)

### Boeken & kinderboeken
- Po Maru (1990)
- A Quiet Night (1990)
- ‘O se pō māninoa (1990)
- Po Malu (1990)
- Te tīvaevae o Kiri (1991)
- Ko e po milino (1992)
- P? L?wie (1992)
- Ko he po taligoligoa: ko he tala mai te Atu Kuki (1992)
- Panikiniki (1994)
- 'E Panikiniki (1994)
- O Le Vaa Fou: O Se Tala Mai Pukapuka (1994)
- Ko to Matou Paopao Fou (1994)
- Ko E T? Ki Tu’a ‘i He Tafatafa ‘akilangi’ (1995)
- I muri atu i te paerangi (1995)
- I Mua Atu o Te tafatafakilagi (1995)
- Ko Te Teine Kave Teu (1999)
- Ko ‘eku Kui To’o Matala’i’akau (1999)
- Ko e Taha Faahi Atu I Tutavaha (1995)
- O le Tina Matua Ave Teu Fugalaau (1999)
- Ko E Tama Fifine Fitilakau a Kulani (1999)